# Ligne de Marseille-Saint-Charles à Marseille-Joliette
La Ligne de Marseille-St-Charles à Marseille-Joliette est une ligne de chemin de fer du département des Bouches-du-Rhône. Son parcours se trouve dans son intégralité sur le territoire de la ville de Marseille.

## Histoire

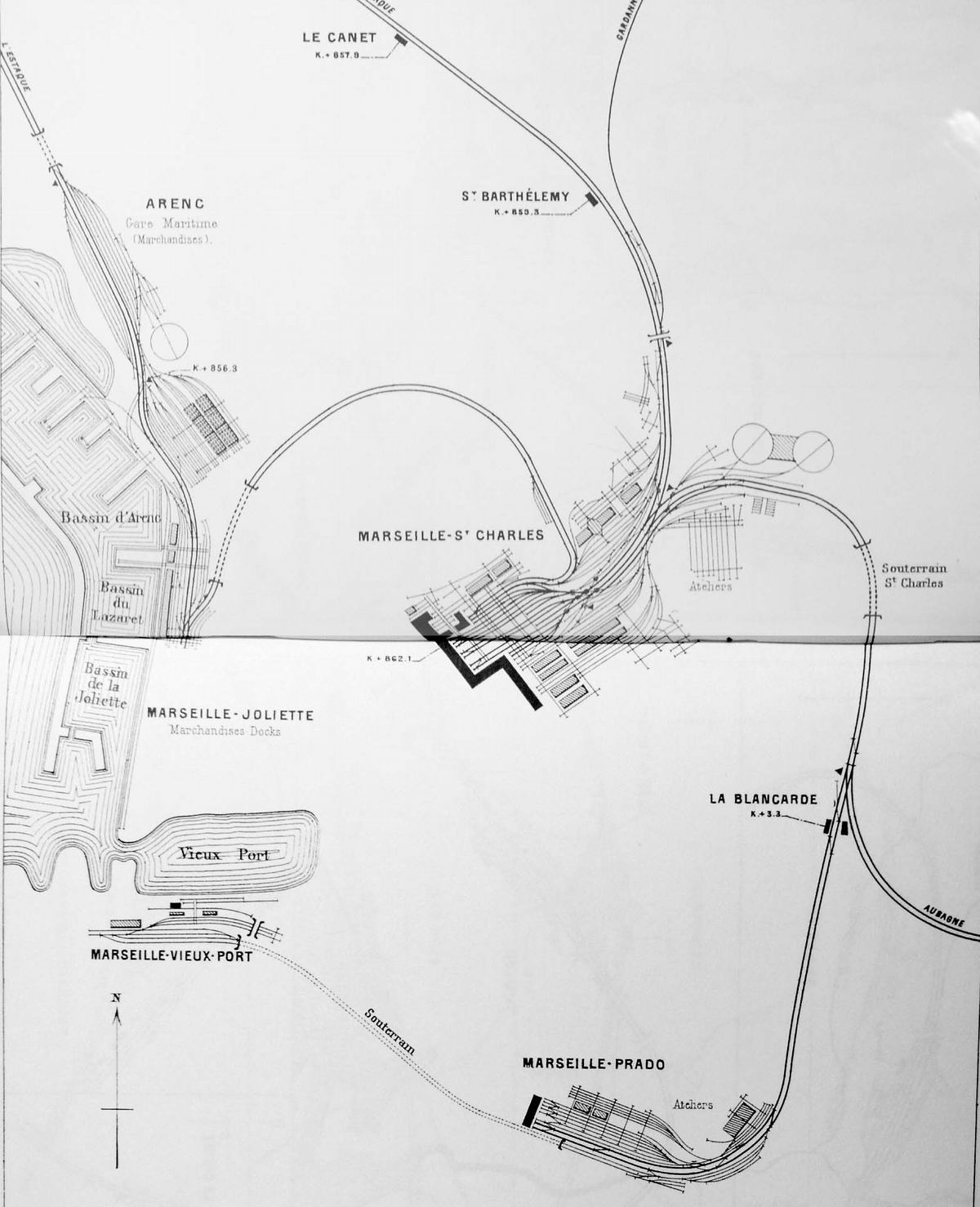
Le tracé initial de la ligne de Marseille-St-Charles (au centre) à Marseille-Joliette (à gauche).

Lorsqu'en 1844 le Ministère valide le projet de Paulin Talabot d'établir sur le plateau Saint-Charles la gare terminus du chemin de fer de Marseille à Avignon, il pose comme condition expresse qu'« une station desservie par un embranchement spécial soit établie à la Joliette », cœur de l'activité portuaire de Marseille mais un peu éloignée du centre de la ville. La ligne est construite, et mise en service en 1860. Elle est longue d'un peu moins de 3 kilomètres, et est à double voie.
Un siècle plus tard, la Joliette étant rattrapée par l'extension du centre-ville, la liaison n'a plus de nécessité. La disparition des « trains-paquebots » qui desservaient la gare de la Joliette depuis l'Estaque conduit à la fermeture de la gare de la Joliette. Le ligne de Saint-Charles à la Joliette est tronquée à l'entrée du tunnel de Lajout, et un raccordement est construit en direction d'Arenc où il rejoint la ligne de L'Estaque à Marseille-Joliette, elle aussi tronquée du côté de la Joliette. Désormais la réunion de ces deux lignes tronquées constitue une ligne de l'Estaque à Marseille-Saint-Charles.

## Tracé
Sur les deux kilomètres conservés du tracé initial, la ligne traverse les quartiers de la Belle de Mai, de Saint-Mauront et de la Villette, tous trois dans le 3e arrondissement de Marseille. 
Elle comporte plusieurs ouvrages d'art, notamment trois ponts supérieurs, dont un sur le boulevard National, surmonté par un viaduc autoroutier (pénétrante de l'autoroute A7).
La ligne est en déclivité constante depuis la sortie de la gare Saint-Charles (altitude 49 mètres) jusqu'à l'entrée du tunnel sous la rue Melchior-Guinot (altitude voisine de 0), avec une pente atteignant 27‰ dans la tranchée de la Villette.

## Situation actuelle
La portion de ligne conservée du tracé initial a été réduite à une seule voie, par neutralisation de l'une des deux voies initiales. Le raccordement vers Arenc est à voie unique. L'ensemble est électrifié en 1500 V continu.
Bien qu'ouverte en théorie à tout trafic, la ligne est exclusivement utilisée par les TER régionaux à destination de Miramas via la ligne de la Côte Bleue. 
En gare de Marseille St-Charles, seules les 3 voies situées les plus à l'ouest (voies L à M) permettent d'accéder à la ligne.